# جمال جانبي
كولاترل بيوتي (بالإنجليزية: Collateral Beauty)‏ هو فيلم دراما أمريكي تم اطلاقه في ديسمبر 2016، من إخراج ديفيد فرانكل. الفيلم من بطولة ويل سميث وإدوارد نورتون وكيرا نايتلي.

## القصة
تدور قصة فيلم حول شخصية إعلامية مشهورة في مدينة نيويورك تتعرض لمأساة تتمثل في فقدان ابنته، وتؤدي به هذه المأساة إلى الانعزال عن المجتمع بسبب صدمة نفسية شديدة أفقدته إدراكه وفهمه لطبيعة الحياة في الكون.

## طاقم التمثيل
- ويل سميث
- إدوارد نورتون
- مايكل بينا
- ناعومي هاريس
- هيلين ميرين
- كيت وينسليت
- كيرا نايتلي
- جاكوب لاتيمور
- كايلي روجرز

## الإنتاج

### الموسيقى
موسيقى الفيلم التصويرية من تلحين مايكل دانا.

## الإصدار
تم  إصدار فلم كولاترل بيوتي بواسطة وارنر بروس في 16 ديسمبر 2016.

## وصلات خارجية
- جمال جانبي على موقع IMDb (الإنجليزية)
- جمال جانبي على موقع ميتاكريتيك (الإنجليزية)
- جمال جانبي على موقع روتن توميتوز (الإنجليزية)
- جمال جانبي على موقع نتفليكس (الإنجليزية)
- جمال جانبي على موقع قاعدة بيانات الأفلام العربية
- جمال جانبي على موقع ألو سيني (الفرنسية)
- جمال جانبي على موقع Turner Classic Movies (الإنجليزية)
- جمال جانبي على موقع أول موفي (الإنجليزية)
- جمال جانبي على موقع فيلمافينيتي (الإسبانية)
- جمال جانبي على موقع قاعدة بيانات الأفلام السويدية (السويدية)